# Olya Polyakova
Olha Iouriïvna Poliakova (en ukrainien : Ольга Юріївна Полякова), dite Olya Polyakova, née le 17 janvier 1979) est une chanteuse ukrainienne.
Polyakova a remporté plusieurs concours de musique en Ukraine.
En 2012, elle a participe à la sélection ukrainienne pour le concours Eurovision de la chanson, à la douzième saison de The Voice of Ukraine.

## Biographie
Elle est née dans la ville ukrainienne de Vinnytsia. Le père d'Olya est diplomate. Il a 40 ans d'expérience dans les pays hispanophones. Maintenant, il vit à Moscou et enseigne à l'université. Et sa mère est pédiatre.

## Éducation
Elle a étudié à l'École de la Culture et des Arts M.D. Léontovitch de Vinnytsia (piano), à l'université nationale de la Culture et des Arts de Kiev (chant) et à l'Académie nationale de musique d'Ukraine P.I. Tchaïkovski (chanteuse d'opéra, gamme de trois octaves).

## Carrière musicale
Son tube RussianStyle a séduit non seulement les pays de la CEI , mais aussi la Corée du Sud où elle a ensuite effectué une tournée.
Olya Polyakova a chanté son hit légendaire "Chlyopka" (#Шлёпки) de son deuxième album, en ukrainien et a ajouté des paroles originales à cette chanson.